# Am Lohsepark

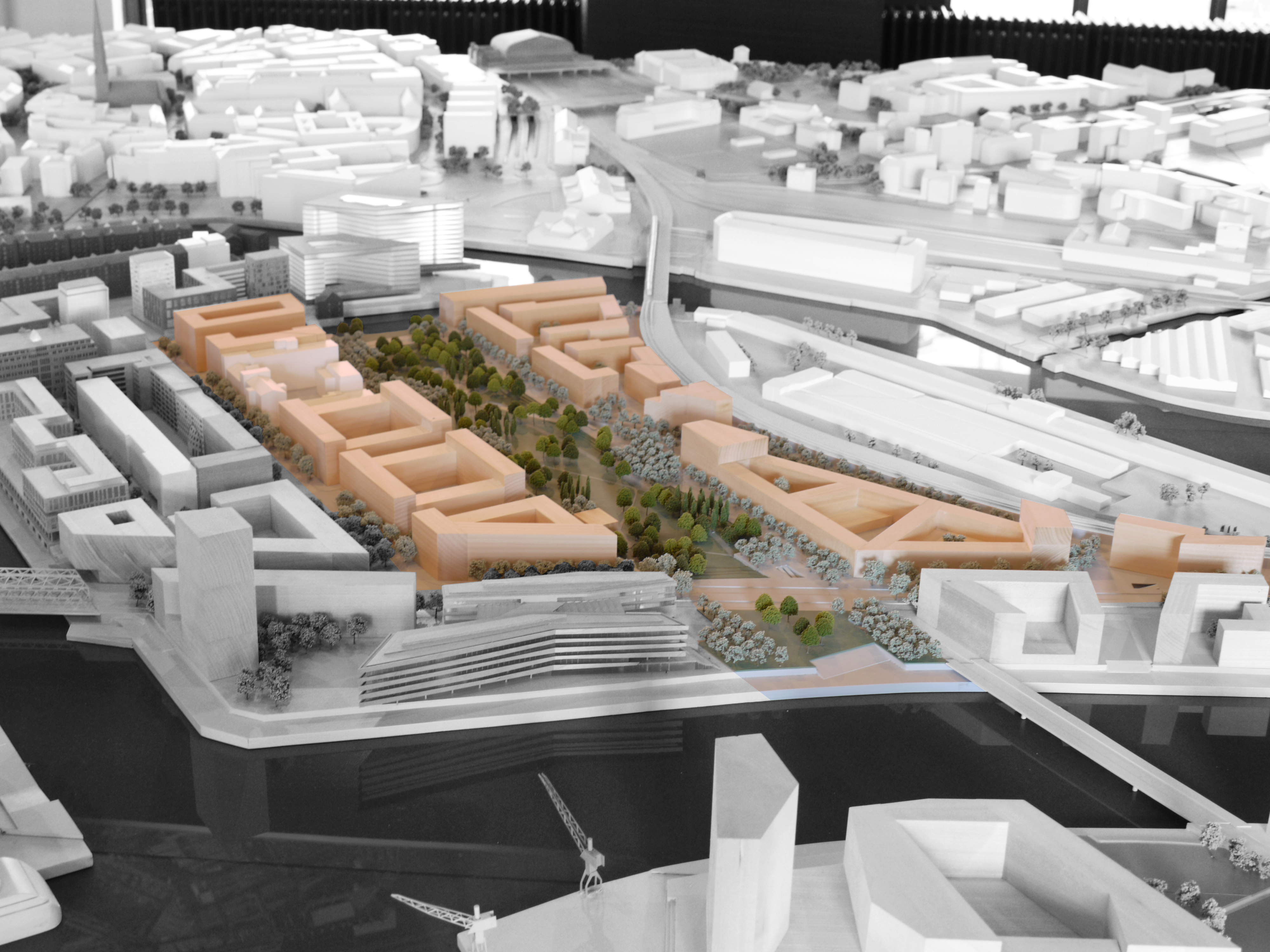
Freigestelltes Quartier Am Lohsepark

Lage des Quartiers Am Lohsepark (rot) innerhalb des HafenCity-Projekts (hellrot)

Am Lohsepark ist ein in Bau befindliches Teilquartier in der HafenCity in Hamburg. Er liegt im zentralen Bereich des Stadtteils zwischen dem Brooktorhafen im Norden, der Gleisanlage im Osten, dem Becken des Baakenhafens im Süden und der Shanghaiallee und dem Elbtorquartier im Westen. Der Name leitet sich ab aus dem an diesem Ort gelegenen, seit 1907 so genannten Lohseplatz vor dem Hannoverschen Bahnhof, benannt nach dem Architekten und Ingenieur Hermann Lohse (1815–1893), dem Erbauer ebendiesen Bahnhofs sowie der ersten Eisenbahn-Elbbrücke.
Die Nutzungsstruktur des Quartiers wird von einer Mischung aus Wohn- und Büronutzungen gekennzeichnet, ferner ist im Südteil eine weiterführende Schule geplant, seit April 2008 befindet sich das private Automobilmuseum Prototyp an der nördlichen Shanghaiallee.

## Städtebauliches Konzept
Das zentrale Element des Quartiers ist der rund 4 Hektar große Lohsepark, der das Areal in Nord-Süd-Richtung vollständig durchmisst und die Wasserflächen des Brooktorhafens im Norden und des Baakenhafens im Süden miteinander verbindet und das Quartier in einen östlichen und einen westlichen Teil teilt.
Die Bebauung umfasst vierzehn Baufelder und orientiert sich zu beiden Seiten des Lohseparks und bildet eine blockrandartige Struktur aus.
Als einziges Bestandsgebäude bleibt das Ensemble rund um die ehemalige Harburger Gummi-Kamm-Compagnie erhalten.

## Geschichte der Entwicklung

### Die Bauabschnitte

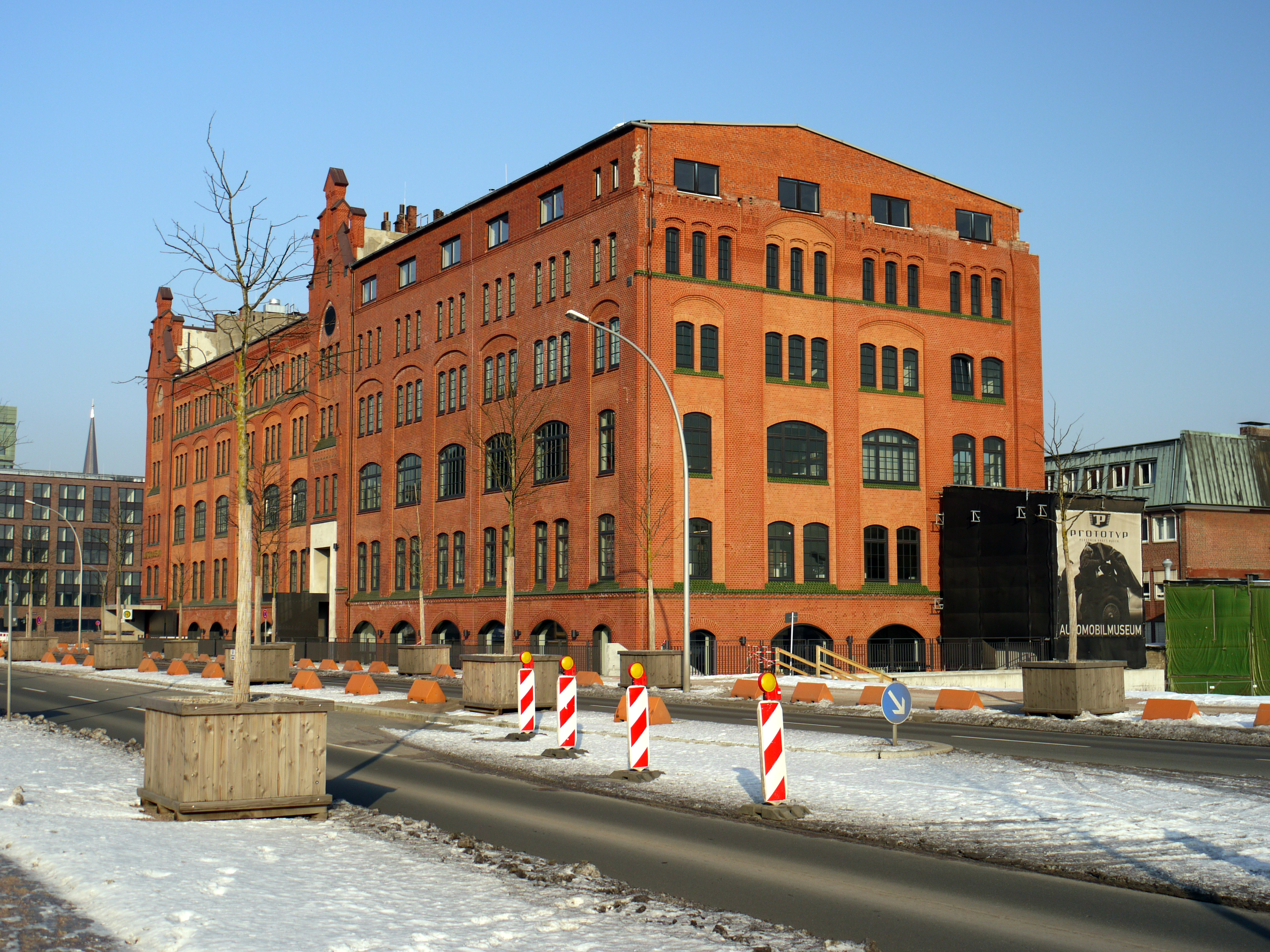
Shanghaiallee und Gebäude der ehemaligen Hamburger Gummi-Kamm-Compagnie im Jahre 2010

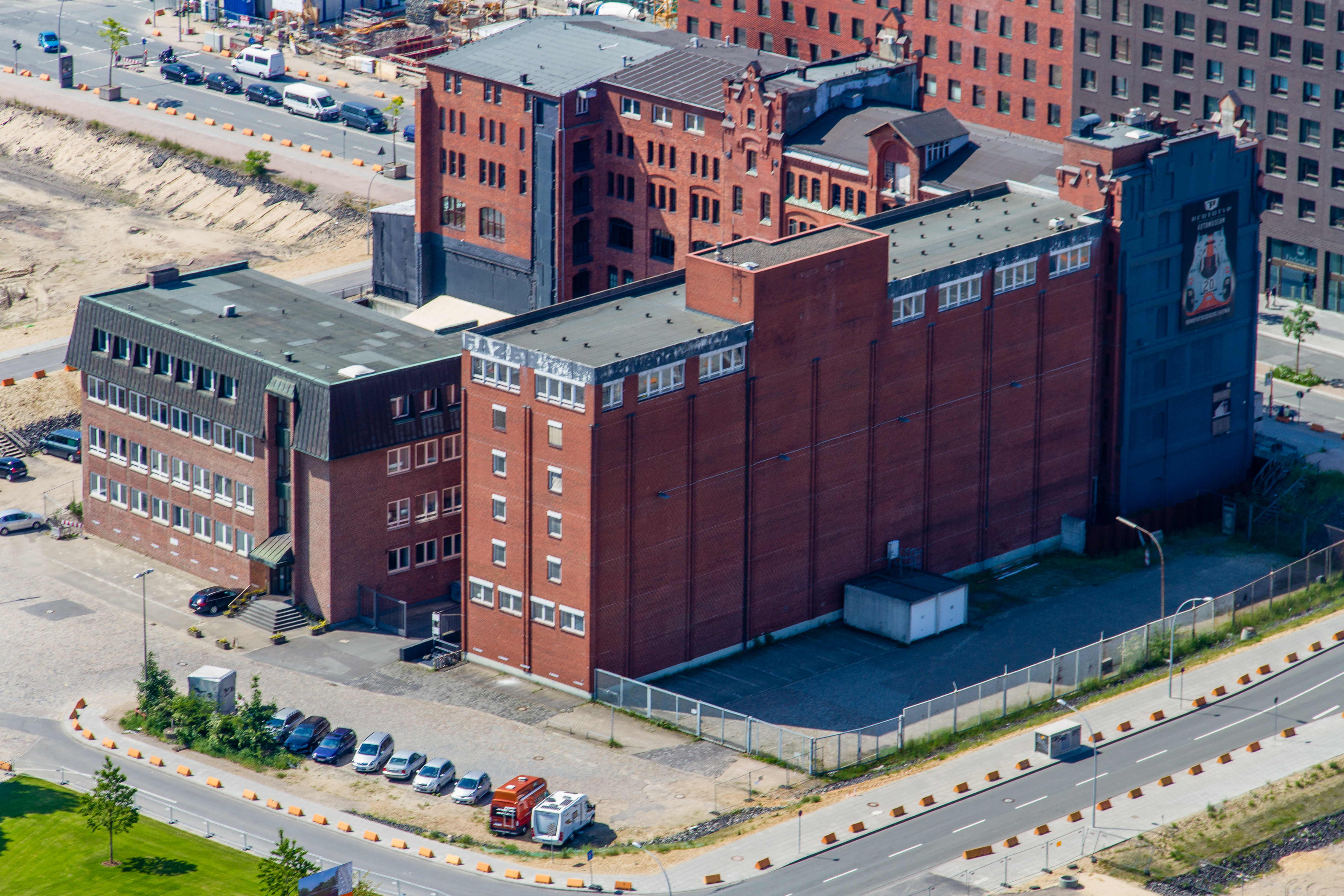
Der einzig erhaltene Gebäudekomplex im heutigen Quartier Am Lohsepark

Als erstes Projekt des Quartiers wurde das Gebäudeensemble der ehemaligen Hamburger Gummi-Kamm-Compagnie an der nördlichen Shanghaiallee saniert. Es diente seit April 2008 unter anderem als vorläufiger Sitz des Präsidiums der HafenCity Universität Hamburg und als Sitz einer privaten Hochschule für Medien und Journalismus. Heutzutage beherbergt das Gebäude Ausstellungsflächen, die unter anderem für das private Automobilmuseum Prototyp genutzt werden.
Die weitere Entwicklung wird sich zunächst auf die Flächen westlich des Lohseparks und den Norden des Areals konzentrieren und sukzessiv Richtung Süden wachsen. Bei Beginn der Erschließungsmaßnahmen bildete eine 8500 m² Lagerhalle den Mittelpunkt des künftigen Quartiers. Diese wurde durch Speditionen genutzt und sollte frühestens 2018 abgerissen werden. Nachdem der Mietvertrag jedoch bereits vorzeitig im Jahre 2013 beendet wurde, konnte das Quartier schneller entwickelt werden.
Die Position der alten Lagerhalle stellt den Mittelpunkt des Lohseparks da. Zurzeit befindet sich der das Quartier durchschneidende Lohsepark, sowie alle Baufelder die westlich von diesem gelegen, in Bau oder Bauvorbereitung. Hierzu zählt der Bau zweier Wohnprojekten und zweier Büroprojekte am Ufer des Brooktorhafens.
Die Wohnvorhaben umfassen zusammen rund 40.000 m² Bruttogeschossfläche mit insgesamt 350 Wohneinheiten. Das dritte Gebäude an der südwestlichsten Spitze des Quartiers soll sowohl aus Wohnungen wie auch einem Hotel bestehen und befindet sich in der Bauvorbereitung.
Als erste Teil des Lohsepark wurde der Bereich um den alten Lohseplatz eröffnet. Der Bereich südlich der Überseeallee wurde wenig später im Jahre 2013 eröffnet. Zurzeit befindet sich der Bereich zwischen diesen beiden Zonen in Bau und soll im Sommer 2016 eröffnet werden. Des Weiteren befindet sich die Nördlich Uferzonen an der Stockmeyerstraße in Bau.
Zwischen dem Lohsepark und der Bahntrasse sollen am Südlichen Ende des Quartiers, bei voranschreitender Entwicklung, ein Gymnasium entstehen. Nördlich des Gymnasiums sollen Verschiedene Gebäude mit unterschiedlicher Nutzung entstehen und das Quartier so komplementieren.

### Gedenkstätte für die Deportierten

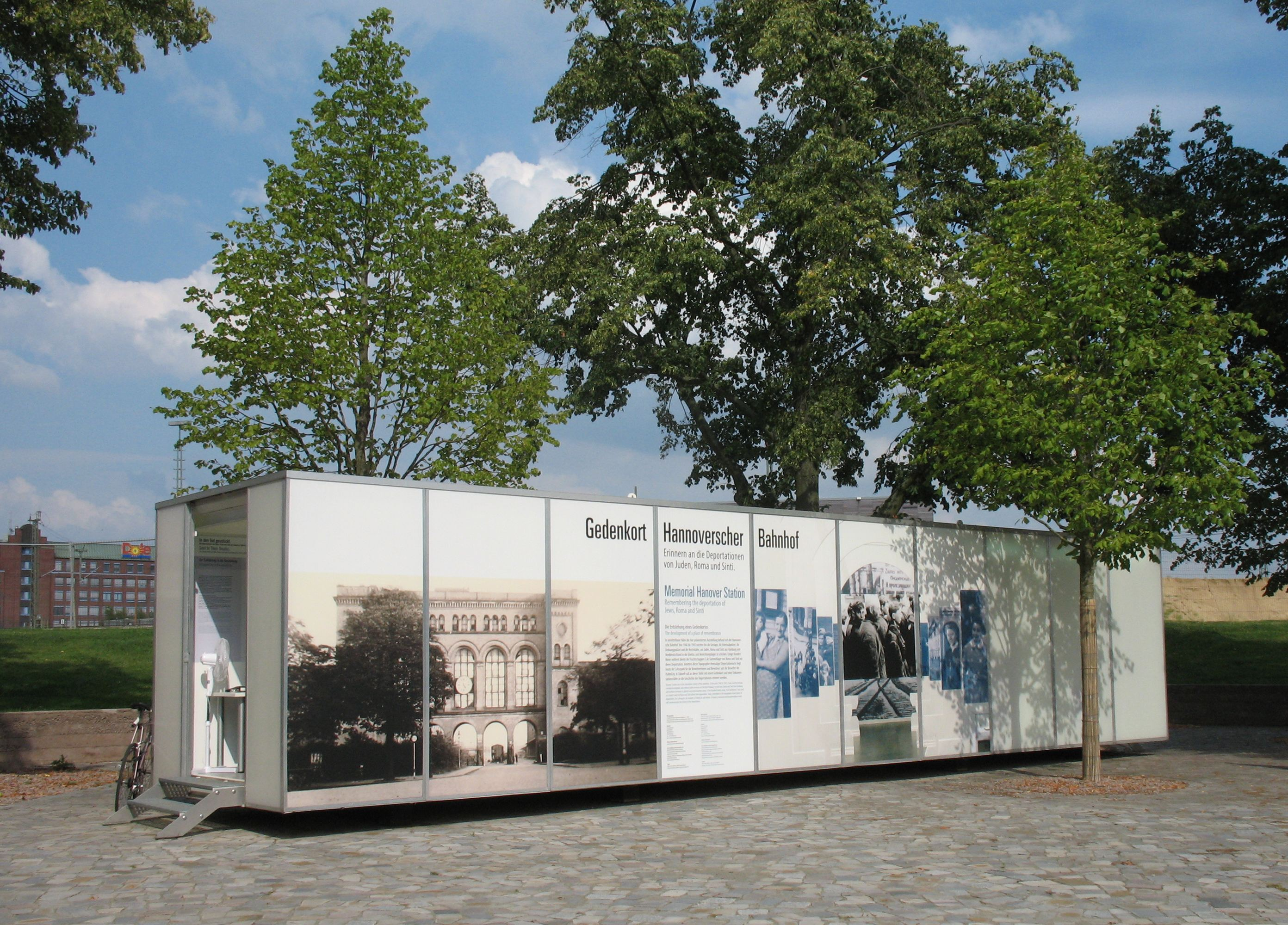
„Gedenkort Hannoverscher Bahnhof“

Ende 2009 wurde ein freiraumplanerischer Ideen- und Realisierungswettbewerb zur Gestaltung des Parks und des mit diesem zusammenhängenden so genannten Erinnerungsortes ausgeschrieben. Der Erinnerungsort soll als eine Art Gedenkstätte an die zwischen 1940 und 1945 vom ehemals hier gelegenen Hannoverschen Bahnhof 7.692 deportierten Juden, Sinti und Roma aus Norddeutschland erinnern. Er wird durch ein Dokumentationszentrum am Ensemble der Gummi-Kamm-Compagnie ergänzt. Die insgesamt 30 zum Wettbewerb geladenen Büros waren dazu aufgefordert, die Anlagen des Bahnhofes in ihrem Entwurf zu berücksichtigen und unter anderem Relikte von einem der Bahnsteige und mehrere Gleistrassen in die Gestaltung aufnehmen. Am 15. Mai 2010 wurde der prämierte Entwurf des Zürcher Büros Vogt Landschaftsarchitekten der Öffentlichkeit vorgestellt. Er sieht eine differenzierte Baumbepflanzung an den Rändern der Parkfläche mit einzelnen gestalterischen Schwerpunkten vor, der Mittelbereich des Parks wird zugunsten einer durchgehenden Sichtachse von Baumbestand freigehalten. Die Eröffnung des Lohseparks ist für Frühjahr 2016 vorgesehen.

## Erschließung

### ÖPNV
Die Erschließung vor allem des südlichen Quartiersteils erfolgt hauptsächlich über die U-Bahn-Station HafenCity Universität der Linie U4, die am 9. Dezember 2012 eröffnet wurde. Der nördliche Teil wird zudem peripher durch die Stationen Meßberg (Fußweg über Wandrahmsteg) und Steinstraße (Fußweg über Oberbaumbrücke)  der Linie U1 erschlossen.